# Juan Santos Atahualpa

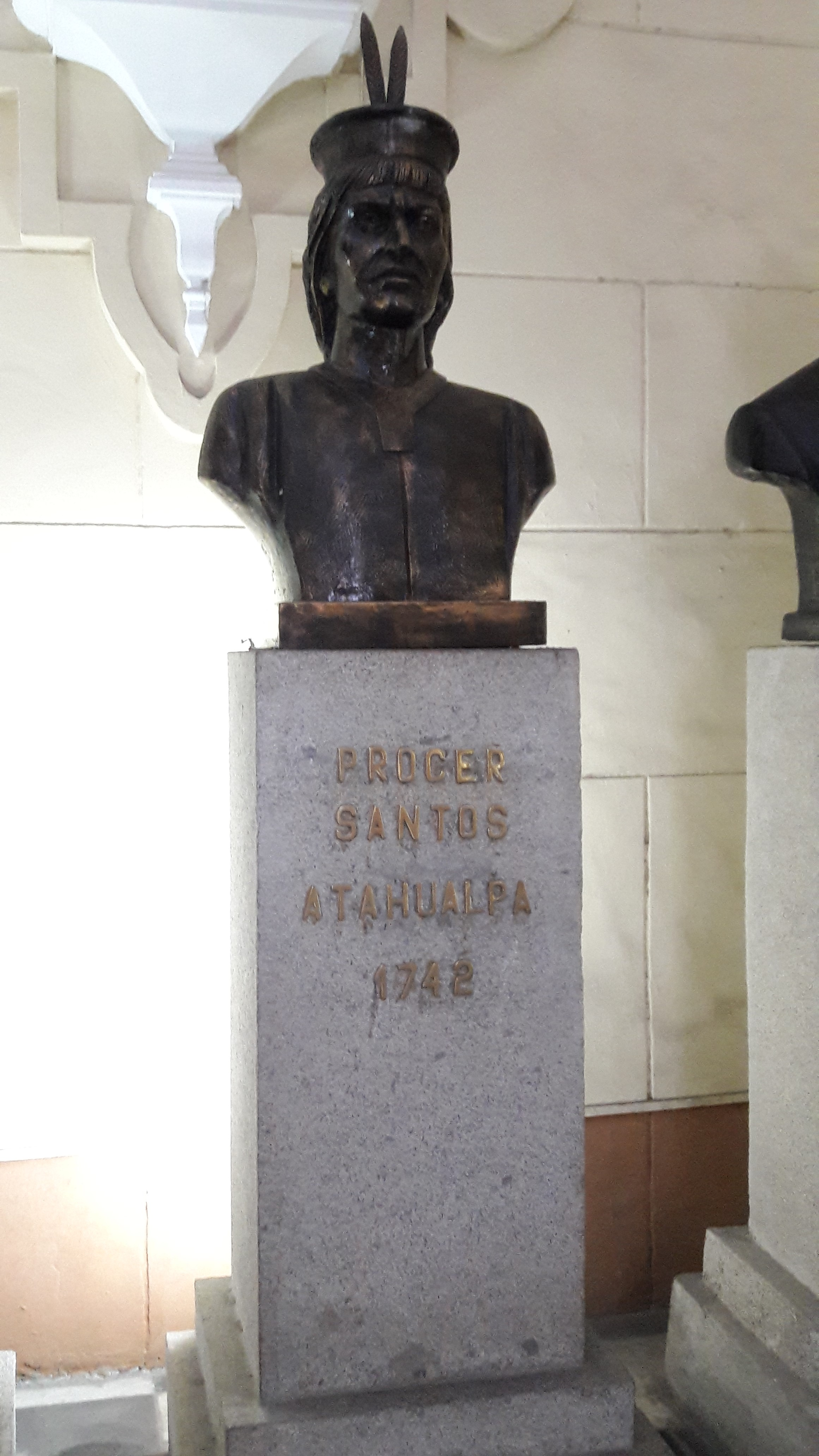
Statue von Juan Santos Atahualpa, Panteón de los Próceres in Lima

Juan Santos Atahualpa, auch Atahualpa Apu-Inca (* um 1710; † 1755 oder 1756) war der Führer eines indigenen Aufstandes in den Regenwaldgebieten der Provinzen Tarma und Jauja gegen die Spanier, der ab 1742 für eine Vertreibung der Spanier und ihrer peruanischen Nachfolger für über ein Jahrhundert sorgte.
Juan Santos Atahualpa gelang es, mit den Asháninka – damals unter dem Namen Campa bekannt – die Amuesha,  Piro, Simirinche, Conibo, Shipibo und Mochobo zu vereinen.

## Herkunft
Vieles spricht dafür, dass Juan Santos Atahualpa als Asháninka im Regenwald am östlichen Andenrand geboren wurde. Er erfuhr bei den Jesuiten in Cusco im Andenhochland eine christliche Erziehung, wobei er auch Spanisch, Latein und Quechua lernte. In Begleitung eines Jesuitenbruders soll er nach Spanien, England, Frankreich, Italien und Angola gereist sein und dort Italienisch und etwas Französisch gelernt haben. Neben seiner Muttersprache Asháninka sprach er offenbar eine Reihe weiterer indigener Sprachen des Amazonastieflands.
Er behauptete von sich selbst, Nachkomme der Inkakönige zu sein. So gab er sich nach dem letzten König vor der Ankunft der Spanier 1532 den Namen Atahualpa.

## Persönlichkeit
Juan Santos wird als besonnener Führer beschrieben, der einen blutigen Waffengang vermeiden wollte. Seine Motive lagen nicht in der sozialen Revolution, sondern in der Befreiung der Indigenen durch religiöse Erneuerung.

## Leben
Die belegbare Geschichte des Juan Santos Atahualpa beginnt im Mai 1742 in dem Dorf Quisopango am Fluss Shimaqui (Shimá) im Gebiet Gran Pajonal zwischen den heutigen Departamentos Ucayali, Pasco und Junín. In diesem Asháninka-Ort, der militärisch kaum einnehmbar war, lebten eine Reihe von Menschen, die durch die Missionare zwangsumgesiedelt waren. Die nächstgelegenen Missionen Perené und Chanchamayo waren weit entfernt. Juan Santos kam aus Cusco, wo er drei Brüder zurückließ, bekleidet mit einem roten ärmellosen Hemd (Quechua: kushma) mit einem Boot in Begleitung eines Piro mit Namen Bisabequí.
Juan Santos war mit der Asháninka-Kultur vertraut. Er trank Masato und betrachtete die Koka als „Pflanze der Götter und nicht der Hexen“. Der Asháninka-Mythos von Kesha erzählt von einem Erlöser, der aus den Bergen den Fluss herab kommt.
Wenige Tage nach Juan Santos’ Ankunft verließen sämtliche Indios die Missionen von Cerro de la Sal, Perené, Chanchamayo und Ene. Juan Santos sandte Boten in die Dörfer aus für ein Treffen im Gran Pajonal, zu dem nicht nur Asháninka, sondern auch Amuesha, Piro, Simirinche, Conibo, Shipibo und Mochobo kamen, Indigene aus dem gesamten zentralen Regenwaldgebiet Perus.
Im Juni besuchte der Jesuitenpater Santiago Vásquez de Caicedo Juan Santos in Quisopango. Dieser teilte dem Pater mit, dass er ein Königreich „mit Hilfe seiner Kinder“ errichten wolle: mit den Indigenen und Mestizen. Er sandte eine Warnung an den Vizekönig davor, ihn „mit vier Spaniern“ aufhalten zu wollen. Vásquez sandte bald darauf den Alcalden von Sonomoro mit zwei bekehrten Asháninka zu Juan Santos, doch kehrten sie mit der Nachricht von Santos zurück, dass dieser das Recht auf sein Königreich habe und als Christ ebenso wie die Priester jeden Tag bete und die Indigenen das Christentum lehre. Santos, der ein silbernes Kruzifix an seiner Brust trug, forderte die Wiraquchas (Spanier) und Schwarzen zum Verlassen seines Landes auf. Schwarze verließen in Angst das Gebiet in Richtung Mission. Santos jedoch rettete in Sabirosqui bei Quisopango mehrere Schwarze davor, von seinen Anhängern getötet zu werden.
Zwei geflohene Schwarze, Francisco und El Congo, überbrachten den Jesuiten die Forderungen von Santos. Hierin forderte der neue „Inka“ sein Königreich, das ihm von Pizarro und den restlichen Spaniern geraubt worden sei. Die Zeit der Spanier sei zu Ende, und er sei gekommen. Er wolle auch keine Schwarzen in seinem Königreich, da diese ebenso wie die Spanier Diebe seien und ihr Königreich in Afrika, Kongo und Angola hätten, wo er selbst schon gewesen sei und sie beim Halten der Messe gesehen habe. Er ordnete an, dass Priester nur ohne Spanier oder Schwarze kommen dürften und dass er anderenfalls den Bischof von Cusco holen würde, um seine Kinder, die Indios, zu Priestern zu machen.
Im September 1742 stellte der Gouverneur des Grenzlandes von Tarma, Benito Troncoso, eine Armee von knapp hundert Mann zusammen, mit der er in den Gran Pajonal eindrang, ohne die erwartete indigene Streitmacht anzutreffen. Lediglich in der alten Mission Quisopango kam es zu einem Gefecht mit wenigen Asháninka-Kriegern. Troncoso zog sich zurück, und eine andere spanische Einheit drang nach Quimirí vor, das verlassen war. Da die Spanier Santos und seine Asháninka für den Tod des Paters Domingo García, der zuvor einen Asháninka seiner Mission hatte auspeitschen lassen, und zweier weiterer Priester am Perené verantwortlich machten, stießen im Oktober und November 1742 die Truppen Troncosos nach Eneno und Nijandaris auf dem Cerro de la Sal vor, doch erneut ohne Erfolg.
Im Juni 1743 drangen die Rebellen nach Quimirí vor und forderten Pater Lorenzo Núñez auf, ins Hochland zu verschwinden. Im August ergriff Núñez vor einer Streitmacht von Asháninka, Piro, Amuesha und Mochobo am Chanchamayo die Flucht. 1743 hatte der Aufstand bereits die Unterstützung Indigener der benachbarten Hochlandregionen, nachdem Santos zwei zuvor als Spione gefangen genommene Quechuas, einen Franziskaner und den Alcalden von Quimirí, freigelassen hatte. Eine zunehmende Zahl von Quechua-Indianern verließ ihre Heimat in Richtung Regenwald, um sich den Rebellen anzuschließen oder einfach der Ausbeutung durch die Spanier zu entgehen.
Aus Lima wurden zwei Kompanien mit vier Kanonen und vier Mörsern nach Tarma gebracht und marschierten mit 200 Mann weiter nach Quimirí, das wieder verlassen war. Hier errichteten die Spanier eine weitere Festung. Als der größere Teil der Besatzung nach Tarma abgezogen war, umzingelten Santos’ Krieger das Fort. Santos bot dem Kommandanten, Hauptmann Fabricio Bártoli, einen Waffenstillstand und sicheren Abzug in die Anden an. In Hoffnung auf Verstärkung lehnte Bártoli ab. Als die achtzig Spanier schließlich eines Nachts fliehen wollten, wurden sie von den Kriegern niedergemacht. Im Januar 1744 erreichte Troncoso mit 300 Mann das Fort, das von Asháninka gehalten wurde, und zog sich dann wieder zurück.
Nach dem Fall von Quimirí gab es Bestrebungen der Franziskaner, mit Santos zu verhandeln. Pater Núñez und Manuel Albarrán waren bereits in Kontakt mit Santos, doch die spanische Krone setzte auf Krieg. 1745 wurde der greise Vizekönig José Antonio de Mendoza Caamaño y Sotomayor, Marqués de Villagarcía de Arosa durch den Vorsitzenden des Hohen Gerichts von Chile, Generalleutnant José Antonio Manso de Velasco ersetzt. General Don José de Llamas, Marqués de Mena Hermosa wurde mit der Leitung der Operationen beauftragt.
Im Januar 1746 war eine Armee von etwa tausend Mann zusammengestellt, und im März marschierte José de Llamas mit 500 Mann trotz heftiger Regenfälle nach Huancabamba und weiter zum Cerro de la Sal, ohne einen einzigen feindlichen Krieger zu treffen. Nach erschöpfungsbedingtem Verlust von 14 Mann zog sich de Llamas zurück. Unter Troncoso marschierten knapp 400 Mann über Quimirí und Oxapampa mit dem Ziel, auf de Llamas zu treffen. In Nijandaris am Río Chanchamayo wurden sie von Asháninka angegriffen und flohen in Panik in Richtung Hochland.
1746 errichteten die Spanier zwei Festungen, eine in Chanchamayo und eine in Oxapampa. Auf weitere Angriffe im Gebiet der Rebellen wurde jedoch verzichtet.

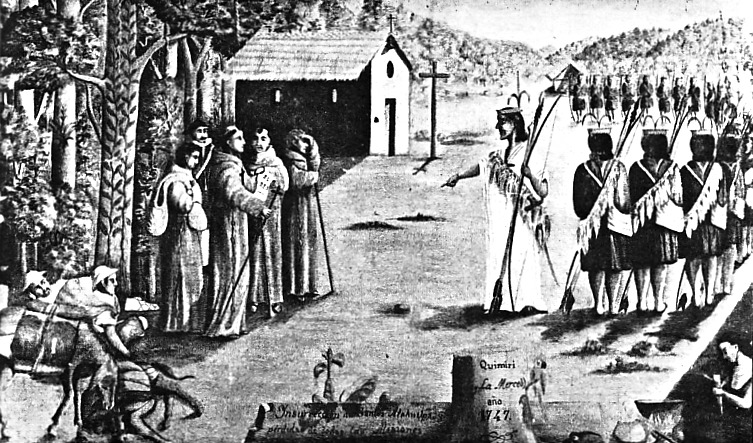
1747 weist Juan Santos Atahualpa Franziskaner-Missionare aus Quimirí aus. Bild von Gabriel Sala, aus Vargas Ugarte: Historia General del Perú, Band IV (19. Jh.)

1751 führten die Rebellen Angriffe am Río Sonomoro durch und hatten 1752 das gesamte traditionelle Gebiet der Asháninka, Piro und Yanesha unter ihrer Kontrolle.
Bei der Verfolgung spanischer Soldaten vom Sonomoro drangen die indigenen Krieger mit Juan Santos an der Spitze im August 1752 ins Andenhochland vor, nahmen die Orte Ata und Runatullo ein und sammelten sich am Stadtrand von Andamarca in Junín. Sie sandten einen Parlamentär namens Domingo Guatay, der ein Angebot zur friedlichen Übergabe übermittelte. Das Angebot wurde nicht nur abgelehnt, vielmehr konnte Guatay nur in letzter Sekunde sein Leben retten, indem er dem Feuer einer Muskete auswich. Nun drang das Rebellenheer von geschätzten 700 bis 2000 Mann auf die Stadt ein. Die von Juan Campos geführten Verteidiger der Stadt warfen jedoch die Waffen weg und liefen zu den Rebellen über. Quechua-Stadtbewohner von Andamarca küssten dem als Befreier begrüßten Juan Santos Atahualpa, ihrem Apu Inka (Herrn Inka), den sie an seinen beiden Hemden, einem roten und einem schwarzen, seinem Stirnband und seinen Sandalen erkannten, die Hände.
Die Stadt Andamarca verblieb nur drei Tage in der Hand Juan Santos’ und seiner Krieger. Die beiden Priester vor Ort wurden gefangengesetzt. Die Rebellen verließen schließlich die Stadt und nahmen das an Verpflegung mit, was sie konnten. Die Verstärkung der Spanier marschierte wieder in die Stadt ein und nahm zwei angebliche Spione fest, die in der Stadt Jauja gehängt wurden.
In der Folge unterstellte der Vizekönig die Städte Tarma and Jauja Militärgouverneuren und ließ weitere Festungen am Ostrand der Anden bauen.
Die Besetzung der Stadt Andamarca war die letzte Begegnung der Spanier mit Juan Santos, dessen Spur sich nun wieder verliert.
Bei einer Expedition 1756 unter Pablo Sáez nach Quimirí fanden die Spanier eine verlassene Ortschaft vor, deren Hauptplatz allerdings mit einem Kreuz auf einem Felsen geschmückt war. Die vom spanischen General José de Llamas 1750 zerstörte Kirche des Ortes war nicht wieder aufgebaut worden.

## Tod
Wie, wann und wo Juan Santos Atahualpa starb, ist nicht bezeugt. 1766 kam der Franziskanerpater Salcedo in die alte Conibo-Mission San Miguel am oberen Ucayali, wo er zwei Asháninka-Anhänger von Juan Santos traf. Diese teilten ihm mit, Juan Santos Atahualpa sei in Metraro in einer Rauchwolke verschwunden. Juan Santos’ Verschwinden sollte die indigenen Gruppen am Ucayali nicht daran hindern, im selben Jahr eine neue Rebellion zu beginnen.

## Vermächtnis
Folge des Aufstandes und somit Vermächtnis von Juan Santos Atahualpa war die vorläufige Befreiung der indigenen Völker des mittleren Amazonasgebiets im heutigen Peru von der Kolonialherrschaft der Spanier bzw. Weißen. Die Unterwerfung der Asháninka, Piro, Amuesha, Mochobo und teilweise der Conibo durch die Spanier oder Peruaner war für nahezu hundert Jahre unmöglich geworden. Erst mit dem Kautschukboom im 19. Jahrhundert sollte es zu einer erneuten Kolonisationswelle kommen.

## Rezeption
Juan Santos wird in den einzigen verfügbaren zeitgenössischen Quellen, die von Franziskanern stammten, sowie in der Geschichtsschreibung der frühen Republik Peru als Lügner und machthungriger flüchtiger Krimineller beschrieben, dem jedoch eine große Gefolgschaft unterschiedlichster indigener Völker Ostperus gegenübersteht, die kaum auf Betrug und Verbrechen beruhen konnte. Dies macht eine Rekonstruktion seines Lebenslaufs sehr schwer.
Juan Santos wurde und wird bis heute von den Asháninka als Erlöser verehrt.